# Kaukasische Erle
Die Kaukasische Erle (Alnus subcordata) ist eine Baumart aus der Gattung der Erlen (Alnus) in der Familie der Birkengewächse (Betulaceae). Sie ist in den hyrkanischen Wäldern des Iran und des Kaukasus beheimatet und ist eng verwandt mit der Italienischen Erle (Alnus cordata).

## Beschreibung
Die Kaukasische Erle ist ein recht schnellwüchsiger, laubabwerfender Laubbaum, der 15–25 m hoch wird, mit glänzend grünen, elliptischen oder ei- bis leicht herzförmigen Blättern von 5–15 cm Länge. Die gestielten, spitzen bis stumpfen oder bespitzten Blätter sind einfach oder doppelt gesägt sowie unterseits mehr oder weniger behaart, Oberseits sind sie kahl bis auf den Adern etwas behaart. Wenn Alnus subcordata austreibt, sind die Blätter zunächst noch purpurviolett.
Alnus subcordata ist einhäusig monözisch. Die Blüten stehen in Kätzchen, die männlichen Kätzchen sind schlank und 8–15 cm lang, die weiblichen sind nur klein. Diese reifen zu einer kurzen, holzigen, kegelförmigen Zapfenfrucht von 2–3 cm Breite heran, die zahlreiche kleine, kurz geflügelte Samen enthält. Die Blüten erscheinen schon ab Dezember bis Januar.
Es wurden zwei Varietäten beschrieben:
- Alnus subcordata var. subcordata C.A. Mey.
- Alnus subcordata var. villosa (Regel) H.J.P.Winkl

Die Purpur-Erle (Alnus × spaethii) ist 1908 aus einer Kreuzung von Alnus japonica und Alnus subcordata hervorgegangen. Sie wird gerne als Straßen- oder Parkbaum gepflanzt.

## Verwendung
Das Holz wird in der Holz- und Möbelindustrie genutzt. Es ist ähnlich wie jenes von Alnus glutinosa oder Alnus incana.